# Діонн Ворвік
Марі Діонн Ворвік (англ. Marie Dionne Warrick; нар. 12 грудня 1940, Іст-Орендж, Нью-Джерсі, США) — американська співачка, піаністка, акторка й телеведуча. Лауреатка премії «Ґреммі» за життєві досягнення.

## Життєпис
Дочка одного з шефів фірми «Chess». Співати почала в хорі баптистської церкви «New Hope Baptist Church» міста Ньюарк. Пізніше грала на фортепіано у гурті «Drinkard Singers», куди її рекомендувала мати, а також навчалась у «Hart School of Music» міста Гартфорд штату Коннектикут. Під час навчання Ворвік створила разом з сестрою Ді Ді та тіткою Сіссі Г'юстон формацію «The Gospelaires», яку щоразу запрошували для співпраці різні популярні виконавці, наприклад, «The Drifters». Завдяки цьому познайомилась з відомими авторами пісень Бертоном Бакараком та Голом Дейвідом.
Її перший сольний сингл «Don't Make Me Over» (1963), який видала фірма «Spepter», був делікатним прикладом «відшліфованого» ритм-енд-блюзу і відкрив шлях класичним сьогодні творам у її виконанні, таким як «Anyone Who Had A Heart» та «Walk On By». Велично опрацьовані композиції Бакарака становили досконалу основу для легкого і досконалого фразування Ворвік. Цей стиль пізніше знайшов своє відображення у таких творах як «You'll Never Get To Heaven (It You Break My Heart)», «Reach Out For Me» (обидва 1964).
Попри те, що багато синглів артистки потрапляли в топ-лісти, мало якому з них вдавалось досягти топ-10. До того ж характерні соул-почуття у її виконанні поступово почали зникати. Коли автори, що співпрацювали з Ворвік, почали дедалі більше наближатись до музики середньої течії, вона також повернула у бік безпечного, але дуже вишуканого підходу до музики. Відбилось це у таких хітах як «І Say A Little Prayer» (1967) та «Do You Know The Way To San Jose?» (1968).

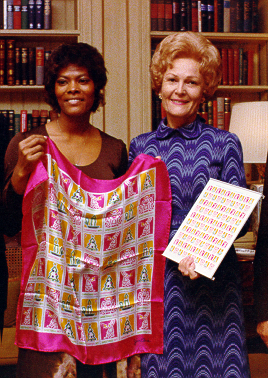
Діонна Ворвік та перша леді США Пет Ніксон, 1971

1971 року Ворвік залишила як свою фірму, так і наставників, віддавши перевагу «Warner Brothers», однак попри кілька цікавих спроб ця співпраця не мала значного успіху. Водночас Ворвік додала до імені літеру «є», а найвищого успіху в цей період вона досягла 1974 року хітом «Them Came You».
1979 року співачка перебралась до фірми «Arista», де співпраця з Баррі Маніловом завершилася великим комерційним успіхом, а записаний за участю гурту Bee Gees альбом «Heartbreaker» приніс кілька хіт-синглів. Успіхом закінчилась також співпраця з Лютером Вандроссом, підсумком якої стала пісня «How Many Times Can We Say Goodbye?». Під час запису сингла «That's What Friends Are For» до Діонн Ворвік приєднались Елтон Джон, Гледіс Найт та Стіві Вандер, і він відразу посів перше місце як у категорії ритм-енд-блюз, так і у категорії поп американського чарту.
У 1980-х вокалістка утримувала високі позиції завдяки співпраці з Джеффрі Озборном, а також Кешифом та Говардом Г'юттом з гурту Shalamar. Активність артистка не знизила і в 1990-х, беручи участь у різних концертах та заходах.

## Дискографія
- 1963: Presenting Dionne Warwick
- 1963: Anyone Who Had A Heart
- 1964: Make Way For Dionne Warwick
- 1965: The Sensitive Sound Of Dion Warwick
- 1966: Here I Am
- 1966: Dionne Warwick In Paris
- 1966: Here Where There Is Love
- 1967: On Stage & In The Movies
- 1967: The Windows Of The World
- 1967: Dionne Warwick's Golden Hits, Part 1
- 1968: Magic Of Believing
- 1968: Valley Of The Dolls
- 1968: Promises, Promises
- 1969: Soulful
- 1969: Greatest Motion Picture Hits
- 1969: Dionne Warwick's Golden Hits, Part 2
- 1970: I'll Never Fall In Love Again
- 1970: Very Dionne
- 1971: Love Machine
- 1971: The Dionne Warwick Story — Live
- 1972: From Within
- 1972: Dionne
- 1973: Just Being Myself
- 1975: Them Came You
- 1975: Track Of The Cat
- 1977: A Man & A Woman
- 1977: Only Love Can Break A Heart
- 1977: Love At First Singt
- 1979: Dionne
- 1980: No Night So Long Dionne
- 1981: Hot! Live & Otherwise
- 1982: Friends In Love
- 1982: Haertbreaker
- 1983: How Many Times Can We Say Goodbye
- 1983: The Best Of Dionne Warwick
- 1983: So Amazing
- 1985: Friends
- 1985: Finder Of Lost Loves
- 1985: Without Your Love
- 1987: Reservations For Two
- 1987: The Original Soul Of Dionne Warwick
- 1989: Greatest Hits 1979—1990
- 1989: The Love Songs
- 1990: Dionne Warwick Sings Cole Porter
- 1993: Friends Can Be Lovers

## Вибрана фільмографія
| Рік  |     | Українська назва                       | Оригінальна назва                                                                              | Роль                                 |
| ---- | --- | -------------------------------------- | ---------------------------------------------------------------------------------------------- | ------------------------------------ |
| 1968 | док |                                        | Dionne Warwick: Don't Make Me Over                                                             | сама себе                            |
| 1969 | ф   | Раби                                   | Slaves                                                                                         | Кассі                                |
| 1971 | ф   | Машина кохання                         | The Love Machine                                                                               | камео                                |
| 1977 | док | День смерті музики                     | The Day the Music Died                                                                         | сама себе                            |
| 1987 | ф   | Поліцейський за наймом                 | Rent-a-Cop                                                                                     | Бет Коннорс                          |
| 1992 | с   | Команда рятувальників Капітана Планети | Captain Planet and the Planeteers                                                              | доктор Рассел                        |
| 1997 | ф   | Люди в чорному                         | Men in Black                                                                                   | Інопланетянин на моніторі телевізора |
| 2000 | с   | Вокер, техаський рейнджер              | Walker, Texas Ranger                                                                           | Діонн Беррі                          |
| 2002 | док |                                        | The Making and Meaning of We Are Family                                                        | сама себе                            |
| 2011 | док | Майкл Джексон: Життя поп-ікони         | Michael Jackson: The Life of an Icon                                                           | сама себе                            |
| 2013 | док |                                        | Voices of Love-Featuring Whitney Houston, Dionne Warwick, Cissy Houston & The Drinkard Singers | сама себе                            |
| 2017 | ф   | Хай буде світло                        | Let There Be Light                                                                             | сама себе                            |
| 2021 | док |                                        | Dionne Warwick: Don't Make Me Over                                                             | сама себе                            |